# なかにし礼
なかにし 礼（なかにし れい、本名：中西 禮三（なかにし れいぞう）、1938年〈昭和13年〉9月2日 - 2020年〈令和2年〉12月23日）は、日本の小説家、作詞家。

## 来歴
満洲国の牡丹江省牡丹江市（現在の中華人民共和国黒竜江省）生まれ。両親は酒造業で成功を収めていた。終戦後、満洲からの引き揚げでは家族とともに何度も命の危険に遭遇、この体験は以後の活動に影響を与えた。実兄・正一は特攻隊に配属されたが終戦となった。8歳の時に小樽に戻るが、兄の事業の失敗などで小学校時代は東京と青森（青森市立古川小学校）で育ち、中学から東京品川区大井町に落ち着く。東京都立九段高等学校卒業後、シャンソン喫茶でアルバイトをした。シャンソンの訳詩で大学の入学資金を稼ぎ、大学在学中にヒットメーカーになる。
一浪して1958年に立教大学文学部英文科に入学、中退と再入学と転科を経て、1965年に仏文科を卒業した（立教仏文の第1期生）。大学在学中、1963年に最初の妻と結婚し一女をもうけるも、1966年に別居、1968年に離婚する。
シャンソンの訳詞を手がけていた頃、妻との新婚旅行中に静岡県下田市のホテルのバーで『太平洋ひとりぼっち』（映画1963年公開）を撮影中の石原裕次郎と偶然出会い知遇を得る。石原に「シャンソンの訳なんてやっていないで、日本語の歌詞を書きなさいよ」と勧められ、約1年後に作詞作曲した作品（後の「涙と雨にぬれて」）を自ら石原プロに持ち込んだ。それから数か月後、石原プロがプロデュースした「涙と雨にぬれて」がヒットする。
1969年には、作品の総売上が1,000万枚を超える。コンサートや舞台演出、映画出演、歌、作曲、翻訳、小説・随筆の執筆や文化放送『セイ!ヤング』パーソナリティ、NHK『N響アワー』レギュラーなども務めた。
1971年、週刊ポスト（7月9日号）に俳優や歌手などの乱れた関係を暴露する「芸能人相愛図」を掲載するが、週刊ポストの記者から強要されて書かされたものだとして、のちに告訴。記者2人が逮捕される事件へ発展する が、後に和解した。1974年9月には、兄・正一と共に重役を務めていた芸能事務所、アド・プロモーションと風吹ジュンの契約問題でトラブルが発生し、風吹から刑事告訴されている。挙式の見届け人は児玉誉士夫だった。
若い頃から何度も繰り返した心臓疾患 や離婚に加え、兄・正一の膨大な借金を肩代わりして返済に苦しむ困難を抱えたこともある。兄はニシン漁に投資して全財産を失っていた。1998年にはその兄の人生を描いた小説『兄弟』で第119回直木賞候補となり、2000年に『長崎ぶらぶら節』で第122回直木賞を受賞した。NHK連続テレビ小説『てるてる家族』の原作となった『てるてる坊主の照子さん』をはじめ『赤い月』『夜盗』『さくら伝説』『戦場のニーナ』『世界は俺が回してる』『夜の歌』などを執筆した。
1990年代後半から、テレビ朝日系列で放送されているワイドショー『ワイド!スクランブル』のコメンテーターを務めていたが、2012年3月5日の放送で食道癌であることを報告。治療のため休業することを明らかにした。医師たちから抗がん剤、放射線治療、手術という治療法の説明を受けるが、自身の心臓は長い手術や放射線治療には耐えられないと考え、インターネットを活用して陽子線療法の存在を見つける。2012年2月から6月にかけての闘病の様子は著書『生きる力 心でがんに克つ』に詳しい。闘病の結果がんを克服、同年10月に復帰。執筆、コメンテーター等の仕事も再開し、『ワイド!スクランブル』には2014年3月31日まで出演した。
2015年3月、自身のラジオ番組『なかにし礼「明日への風」』で癌を再発し、休養することを明らかにした。その後、同番組を休止することが発表された。
2015年6月、単行本「生きるということ」刊行。2012年のがん闘病以降、自らの戦争体験に基づき平和の尊さや核兵器・戦争への反対を訴える著述が増えた。2015年6月、『サンデー毎日』で小説「夜の歌」連載開始。2015年9月、『週刊現代』のインタビューで再発がんが消えたことを語り、公式サイトでも発表。テレビ出演などの活動も再開。
2016年4月、植え込み型除細動器（ICD）と心臓ペースメーカーを体内に植え込む手術を受ける。2016年12月、サンデー毎日に連載していた「夜の歌」が単行本化され発刊。2017年10月、『サンデー毎日』でエッセイ「夢よりもなお狂おしく」連載開始。
2020年秋に持病の心臓病が悪化し療養していたが、同年12月23日午前4時23分に心筋梗塞のため東京都内の病院で死去。82歳没。
なかにしの没後、遺稿集『血の歌』が刊行されている。この中で長年謎の歌手とされていた森田童子がなかにしの姪（兄・正一の子）であると公表された。森田のマネージャーで夫と思われている前田亜土は、前述のアド・プロモーションの社長でもあった。

## 作品

### 主な作詞曲
あ行
- 朝丘雪路
  - 「雨がやんだら」（1970年）
- 浅野ゆう子
  - 「沖縄サンバ」（1980年）※補作詞のみ
- 梓みちよ
  - 「風来坊」（1968年）
- アン・ルイス
  - 「グッド・バイ・マイ・ラブ」（1974年）
- 石川さゆり ＆ 琴風豪規
  - 「東京めぐり愛」（1984年）
- 石川さゆり
  - 「風の盆恋歌」（1989年）
- いしだあゆみ
  - 「恋のシャドー」（1967年）
  - 「喧嘩のあとでくちづけを」（1969年）
  - 「あなたならどうする」（1970年）
  - 「昨日のおんな」（1970年）
  - 「何があなたをそうさせた」（1970年）
- 石原裕次郎
  - 「男の嵐」（1967年）
  - 「帰らざる海辺」（1967年）
  - 「ひとりのクラブ」（1967年）
  - 「サヨナラ横浜」（1971年）
  - 「何故か愛せない」（1972年）
  - 「帆のない小舟」（1972年、作曲も担当）
  - 「不思議な夢」（1976年）
  - 「みんな誰かを愛してる」（1979年）『西部警察』主題歌
  - 「よこはま物語」（1980年）
  - 「時間よお前は」（1982年）『西部警察』主題歌
  - 「勇者たち」（1983年）『西部警察』主題歌
  - 「さよならは昼下り」（1985年）
  - 「わが人生に悔いなし」（1987年）
  - 『男の詩/石原裕次郎 なかにし礼を歌う』アルバム（1972年）
- 市地洋子
  - 「恋算数」（1970年）
- 五木ひろし
  - 「VIVA LA VIDA 〜生きているっていいね」（2018年）
- 出光功+ザ・クーガーズ
  - 「あこがれ」
  - 「こころの恋人」
- 岩崎宏美
  - 「女優」（1980年）
- 岩崎良美
  - 「赤と黒」（1980年）
  - 「あなた色のマノン」（1980年）
- 小野木久美子
  - 「マジカル・ナイト」（1979年）『ザ・スーパーガール』主題歌
- 江本孟紀
  - 「あなたまかせの夜」（1983年）
  - 「独身主義者のモノローグ」（1983年）
- 奥村チヨ
  - 「恋の奴隷」（1969年）
  - 「恋泥棒」（1969年）
  - 「恋狂い」（1970年）
  - 「中途半端はやめて」（1970年）
- 尾崎紀世彦
  - 「愛のフィナーレ」（1971年）
  - 「サバの女王」（1971年）【訳詞】
  - 「君と生きる」（1972年）
  - 「愛はひとり」1972年）【訳詞】
  - 「五月のバラ」（1973年）
  - 「許しておくれ」（1974年）
  - 「この道は遠けれど」（1974年）
  - 「責めないで」（1976年）【日本語詞】
  - 「サマー・ラブ」（1987年）　
  - 「愛は奇蹟」（1987年）
- オックス
  - 「夜明けの光」

か行
- 柏原芳恵
  - 「笑ってさよなら」（1986年）
  - 「二十才のスーブニール」（1986年）
  - 「あなたならどうする」（1989年）
- 川中美幸
  - 「愛は別離（わかれ）」（1986年、『必殺仕事人Ⅴ・旋風編』『風雲竜虎編』主題歌）
- 北島三郎
  - 「まつり」（1984年）
- 北原ミレイ
  - 「石狩挽歌」
  - 「春」
- キャンディーズ
  - 「哀愁のシンフォニー」（1976年）
- ザ・キング・トーンズ
  - 「暗い港のブルース」（1970年）
- 黒沢明とロス・プリモス
  - 「悲しみは雨のように」（1970年、作曲も担当）
- 黒沢年男/なかにし礼
  - 「時には娼婦のように」（1978年、作曲も担当）[注 1]
  - 「仮面舞踏会」（1978年、作曲も担当）[注 1]
- グラシェラ・スサーナ
  - 「サバの女王」（1972年）
- 琴風豪規
  - ｢まわり道｣（1982年）
- 小林旭
  - 「思いやり」（1982年）
- 小柳ルミ子
  - 「京のにわか雨」（1972年）
  - 「冬の駅」（1974年）
  - 「ひとり歩き」（1978年）
- ザ・ゴールデン・カップス
  - 「いとしのジザベル」（1967年）
  - 「愛する君に」（1968年）

さ行
- 西城秀樹
  - 「サンタマリアの祈り」（1980年）
  - 「Blue Sky」（1988年）
  - 「海辺の家」（1988年・Blue Sky収録曲）
  - 「夏の誘惑」（1988年）
  - 「33才」（1988年） ※日本語訳、原詞はフリオ・イグレシアス
- 坂本スミ子
  - 「夜が明けて」（1971年）
- 五月みどり
  - 「熟女B」
- 佐良直美
  - 「風のメロディー」（1978年）
- 三條正人
  - 「さだめ」（1974年）
  - 「お前」（1974年）
  - 「さいはての宿」（1975年）
  - 「おんなの業」（1975年）
  - 「いのち恋」（1975年）
  - 「苦労かけたね」（1976年）
  - 「チコと暮らしたあの二年」（1976年）
  - 「北の岬」（1982年）
  - 「おーい船が出るぞ」（1982年）
  - 「別れ仕度」（1982年）
- 志学館中等部・高等部 - 「志学館高等学校校歌」（1983年）
- 島倉千代子
  - 「愛のさざなみ」（1968年）
- 島津ゆたか
  - 「ホテル」（1985年）
  - 「くせになりそう」（1986年）
- 下成佐登子
  - 「花のささやき」（1985年、世界名作劇場シリーズ『小公女セーラ』オープニングテーマ）
  - 「ひまわり」（1985年、同上・エンディングテーマ）
- ザ・ジャガーズ
  - 「キサナドゥーの伝説」
- ジャッキー吉川とブルー・コメッツ
  - 「ハートブレイク・エンジェル」
  - 「海辺の石段 / 冬の嵐」
  - 「それはキッスで始まった」
  - 「泣きながら恋をして / 悲しき玩具」
  - 「雨の賛美歌 / 運命だから」
  - 「雨の朝の少女 / 哀愁のパリ」
- ザ・スウィング・ウエスト
  - 「幻の乙女」
- 菅原洋一
  - 「知りたくないの」（1965年）
  - 「今日でお別れ」（1969年、第12回日本レコード大賞受賞）
  - 「希望をあたえて」（1971年、作曲も担当）
  - 「風の盆」（1989年、作曲も担当）
- デ・スーナーズ
  - 「素晴らしい愛の世界」
- ザ・スパイダース
  - 「涙の日曜日 / 赤いリンゴ」
- スラップスティック
  - 「冬の海」
  - 「純愛物語」

た行
- ザ・タイガース
  - 「花の首飾り」（1968年）【補作詞】
  - 「美しき愛の掟」（1969年）
  - 「忘れかけた子守歌」
- 田島真吾
  - 「白い靴」（1978年、作曲も担当）[注 1]
  - 「そして誰もいなくなった」（1978年、作曲も担当）[注 1]
- 玉井邦彦（東京放送児童合唱団）
  - 「あっそうか!」（1986年）
- タマコ
  - 「私は私」（1970年/作曲:藤本卓也）
- ちあきなおみ
  - 「私という女」（1971年）
- 千葉真一
  - 「白い月の浜辺」（1971年）
- 千葉まなみ
  - 「想春賦」（1980年）
  - 「娘ざかり」（1980年）
- 鶴岡雅義と東京ロマンチカ
  - 「君は心の妻だから」（1969年）
  - 「北国の町」（1969年）
  - 「恋は消えても愛は残る」（1970年）
  - 「君は今でも」（1970年）
  - 「君は人妻」（1971年）
  - 「なみだ妻」（1973年）
  - 「別れてきました」（1974年）
  - 「銀座の女( ひと)」（1974年）
  - 「まわり道」（1983年）
- デューク・エイセス
  - 「ハルピン1945年」（2010年、作曲も担当）[注 1]
- ザ・テンプターズ
  - 「今日を生きよう」（1967年）【訳詞】
  - 「エメラルドの伝説」（1968年）
  - 「純愛 / 涙のあとに微笑みを」（1968年）
  - 「帰らなかったケーン / 静かな嵐」（1969年）
  - 「君のいない世界」（1969年）
  - 「青春の叫び」（1969年）
  - 「復活」（1970年）
  - 「出来るかい?出来るかい? / 愛の葬送」（1970年）
- TOKIO
  - 「AMBITIOUS JAPAN!」（2003年）
  - 「駅・ターミナル」（2003年）
- トニーズ
  - 「アカプルコの娘」（1967年）
- ザ・ドリフターズ
  - 「ズッコケちゃん」（1967年）
  - 「のってる音頭」（1968年）
  - 「ドリフのズンドコ節」（1969年）※補作詞のみ
  - 「大変うたい込み」（1969年）
  - 「ドリフのほんとにほんとにご苦労さん」（1970年）※替詞のみ。原詞は野村俊夫
  - 「冗談炭坑節」（1970年）
  - 「誰かさんと誰かさん」（1970年）
  - 「ドリフのおこさ節」（1970年）
  - 「ドリフのツンツン節」（1971年）
  - 「ドリフ音頭 北海盆歌より」（1971年）
  - 「ドリフのツーレロ節」（1971年）
  - 「ドリフのラバさん」（1971年）
  - 「ドリフの真赤な封筒」（1972年）

な行
- 奈美悦子
  - 「大阪ブルース」（1967年）
  - 「星空のかなたに」（1967年）
  - 「恋は気まぐれ」（1968年）
  - 「ラブ・サンバ」（1968年）
- 丹羽応樹
  - 「恋路海岸」（1978年）
- NEWS
  - 「星をめざして」（2007年）
- 野口五郎
  - 「愛の証明」（1980年）

は行
- ハイ・ファイ・セット
  - 「フィーリング」（1976年）【日本語詞】
- 橋幸夫
  - 「そばにいておくれ」（1967年）
  - 「少年時代」（1973年）
- ハナ肇とクレージーキャッツ
  - 「酒のめば」（1969年）
- パープル・シャドウズ
  - 「さみしがりや」
- 氷川きよし
  - 「櫻」（2012年、第45回日本作詩大賞受賞）
  - 「母」（2020年、作詞家としての遺作）
- ピーター（池畑慎之介☆）
  - 「夜と朝のあいだに」（1969年）
- ザ・ピーナッツ
  - 「恋のフーガ」（1967年）
  - 「恋のオフェリア」（1968年）
  - 「愛のフィナーレ」（1968年）
  - 「ガラスの城」（1968年）
  - 「帰り来ぬ青春」（1975年）
- 裕圭子 ロス・インディオス
  - 「涙と雨にぬれて」（1966年、作曲も担当）
- 弘田三枝子
  - 「人形の家」（1969年）
- 藤圭子
  - 「京都ブルース」（1974年）
  - 「女の人生」（1974年）
  - 「新宿挽歌」（1987年）
- 布施明
  - 「バラ色の月」（1969年）
- ブラック・ストーンズ
  - 「ヘイ・ミスター・ブルーバード / 誰よりも君が好き」（1967年）
- フランク永井
  - 「生命ある限り」（1967年）
- ザ・ブルーインパルス
  - 「太陽の剣」
  - 「夜明けに消えた恋」
  - 「メランコリー東京」
  - 「小さな恋人」
- ペドロ&カプリシャス - 「別れの朝」（1971年-日本語詞）
- 細川たかし
  - 「心のこり」（1975年）
  - 「みれん心」（1975年）
  - 「北酒場」（1982年、第24回日本レコード大賞受賞）
  - 「星屑の街」
  - 「酒場であばよ」
  - 「人生航路」
  - 「うかれ節」
  - 「ねぶた」（2011年）
  - 「津軽へ」（2012年）

ま行
- 前川清
  - 「花の時・愛の時」（1987年）
- 黛ジュン
  - 「恋のハレルヤ」（1967年）
  - 「霧のかなたに」（1967年）
  - 「乙女の祈り」（1968年）
  - 「天使の誘惑」（1968年、第10回日本レコード大賞受賞）
  - 「夕月」（1968年）
  - 「不思議な太陽」（1969年）
  - 「雲にのりたい」（1969年）【補作詞】
  - 「涙でいいの」（1969年）
  - 「土曜の夜何かが起きる」（1969年）
  - 「自由の女神」（1970年）
  - 「時は流れる」（1970年）
- 水原弘
  - 「さよならは言えない」（1969年）
- 美空ひばり
  - 「かもめと女」（1974年）
  - 「むらさきの涙」（1974年）
  - 「かすりの女」（1974年）
  - 「初恋」（1974年）
  - 「しのび泣き」（1974年）
  - 「年下の人」（1974年）
  - 「女の部屋」（1974年）
  - 「許して下さい」（1974年）
  - 「雨の日記」（1974年）
  - 「金の星」（1974年）
  - 「恨んでいます」（1974年）
  - 「海で死んだ人」（1974年）
  - 「傷心 (いたみ) 」（1976年）
  - 「さくらの唄/おんな酒」（1976年）
  - 「われとわが身を眠らす子守唄・終りなき旅」（1988年）
- ムッシュかまやつ
  - 「20才のころ」【安井かずみとの共作】
- 森進一
  - 「港町ブルース」（1969年）【補作詞】
  - 「波止場女のブルース」（1970年）
- 森昌子
  - 「野木町賛歌 ふれあいの町 / 野木町音頭」（1985年）【栃木県下都賀郡野木町の町民歌と音頭、町民歌は補作・監修】
  - 「バラ色の未来」（2006年）
- 森本英世
  - 「ホテル」（1985年）

や・ら・わ行
- 矢沢永吉
  - 「いつか、その日が来る日まで．．．」（2019年）
  - 「海にかかる橋」（2019年）
- 由紀さおり
  - 「手紙」（1970年）
- RYTHEM
  - 「ブルースカイ・ブルー」（2003年）
- ザ・ルビーズ
  - 「さよなら、ナタリー」（1967年）
- レイジー
  - 「地獄の天使」（1978年）
  - 「ハローハローハロー」（1978年）
- レオ・ビーツ
  - 「別れの歌」
  - 「哀愁のシルバーレイン」
- ロス・インディオス
  - 「知りすぎたのね」（1968年、作曲も担当）
- ザ・ワイルド・ワンズ
  - 「ラブ・ユー・ラブ・ユー」
- 和田アキ子
  - 「涙の誓い」（1971年）
  - 「美しき誤解」（1974年）
  - 「バ・カ・ダ・ネ」（1985年）
  - 「愛、とどきますか」（1992年）
- One Hokkaido Project[17]
  - 「私たちの道」 (2018年）
- 和田弘とマヒナスターズ
  - 「オータム・イン・東京」（1966年、作曲も担当）

### アルバム
- マッチ箱の火事（フォーライフ・レコード FLL-5014、1977年、なかにしが自ら全作詞・全作曲・全歌唱した作品）

|  | A1． | 時には娼婦のように |  | B1． | 猫につけた鈴の音       |
|  | A2． | ブルース1 1/2      |  | B2． | マッチ箱の火事         |
|  | A3． | 裏通りのランプ     |  | B3． | 仮面舞踏会             |
|  | A4． | 落とし穴           |  | B4． | 宛名人不在             |
|  | A5． | 雨の対話           |  | B5． | そして誰もいなくなった |
|  | A6． | 白い靴             |  | B6． | ハルピン1945年         |

- 黒いキャンバス（東芝EMI ETP-80100、1979年、なかにしが自ら全作詞・全作曲・全歌唱した作品）

|  | A1． | 真夜中の自画像             |  | B1． | 最後の晩餐   |
|  | A2． | 生まれなかった子供への手紙 |  | B2． | 私の中の私   |
|  | A3． | 老いぼれドラマー           |  | B3． | 運命密売人   |
|  | A4． | 魔女に乾杯                 |  | B4． | 商売やめた！ |
|  | A5． | 復讐の紅いバラ             |  | B5． | 兵士の別れ   |

- 昭和 忘れな歌〜なかにし礼アンソロジー〜（ユニバーサル ミュージック、2004年 - 作詞・訳詞曲を集めた3枚組アルバム）[18]
- なかにし礼と12人の女優たち（日本コロムビア、2015年1月、映画・舞台・ドラマなどを通じて縁のある12人の女優たちがなかにし礼作品を歌唱）
- なかにし礼と75人の名歌手たち（日本コロムビア、2015年11月） - 作家生活50周年記念のオムニバスアルバム [19]
- なかにし礼と13人の女優たち（日本コロムビア、2016年9月、なかにし礼 作詩家･作家生活50周年記念アルバム、シリーズ第2弾）

### クラシック音楽
- ベートーヴェン「歓喜の歌」（交響曲第9番終曲の日本語訳）
- モーツァルト歌曲集（日本語訳 音楽之友社）
- 西村朗：合唱曲「そして夜が明ける」（作詞 NHK全国学校音楽コンクール課題曲）
- ジャック・オッフェンバック：オペラ「天国と地獄」（日本語訳）[20]
- 三木稔：オペラ「ワカヒメ」（台本）[21]
- 三木稔：オペラ「静と義経」（台本）[22]
- 三枝成彰：オラトリオ「ヤマトタケル」（台本）[23]
- 小六禮次郎：世界劇「眠り王 -愛とまごころの約束-」（作・構成）
- 小六禮次郎：世界劇「黄金の刻 -愛と永遠の絆-」（作・構成）
- 甲斐正人：世界劇「源氏物語」（作）

### プロデュース
- 島田歌穂 - 「マンガチックロマンス」（1981年）

## 著書

### 詞集
- 『エメラルドの伝説』（作品集 新書館、1969年）
- 『シャンソン詩集141・さらば銀巴里』（さがみや書店、1991年）
- 『なかにし礼訳詞によるモーツァルト歌曲集』（音楽之友社、1991年）
- 『昭和忘れな歌―自撰詞華集』（新潮文庫、2004年）
- 絵本詩集『金色の翼』（響文社、2014年）
- 『平和の申し子たちへ 泣きながら抵抗を始めよう』（毎日新聞社、2014年）

### 創作
- 『花物語』（新書館、1970年、のち新潮文庫）
- 『昭和左膳只今参上』（東京スポーツ新聞社、1970年）
- 『大人の紙芝居・まぼろし劇場―丹下左膳 暁のG線上に死す』（継書房、1973年）
- 『兄弟』（文藝春秋、1998年、のち文春文庫、新潮文庫）
- 『長崎ぶらぶら節』（文藝春秋、1999年、のち新潮文庫、第122回直木三十五賞受賞）
- 『赤い月』（新潮社、2001年、のち新潮文庫、文春文庫、岩波現代文庫）
- 『てるてる坊主の照子さん』（新潮社、2002年、のち新潮文庫） - 2003年度のNHK連続テレビ小説『てるてる家族』としてドラマ化。
- 『夜盗』（新潮社、2003年、のち角川文庫）
- 『さくら伝説』（新潮社、2004年、のち新潮文庫）
- 『黄昏に歌え』（朝日新聞社、2005年、のち幻冬舎文庫）
- 『戯曲 赤い月』（河出書房新社、2005年）
- 『戦場のニーナ』（講談社、2007年、のち講談社文庫）
- 『世界は俺が回してる』（『産経新聞』2009年1月1日-8月31日　角川書店、2009年）、改題『イカロスの流星』文庫 -『世界は俺が回してる』の鍵となる曲を集めたイメージ・サウンドトラックCD[24]（ソニー・ミュージックダイレクト、2009年)
- 『夜の歌』（毎日新聞出版、2016年、のち講談社文庫） - がん再発との闘いの中で執筆開始した「サンデー毎日」連載小説の単行本化。
- 『血の歌』（毎日新聞出版、2021年） - 『兄弟』と同じく、兄・正一の物語。没後、遺稿を整理し出版。

### 随想・回想
- 『ズッコケ勝負―終わりなき愛の遍歴』（双葉社、1969年）
- 『青春の愛について』（新書館、1972年）
- 『遊びをせんとや生まれけむ～なかにし礼の作詩作法』（毎日新聞社、1980年）
- 『音楽への恋文』（共同通信社、1987年） - 改題「音楽の話をしよう」（新潮文庫）
- 『翔べ!わが想いよ』（東京新聞出版局、1989年）、のち文春文庫、新潮文庫 - 自伝
- 『時には映画のように』（読売新聞社、1997年） - 改題「口説く」（河出文庫）、改題「恋愛100の法則」（新潮文庫）
- 『愛人学』（河出書房新社、1997年）、のち河出文庫
- 『天上の音楽・大地の歌』（音楽之友社、2001年）
- 『道化師の楽屋』（新潮社、2002年）、のち新潮文庫
- 『三拍子の魔力』（毎日新聞社、2008年）
- 『歌謡曲から「昭和」を読む』（NHK出版新書、2011年）
- 『人生の教科書』（ワニブックス、2012年）
- 『生きる力　心でがんに克つ』（講談社、2013年）
- 『天皇と日本国憲法 反戦と抵抗のための文化論』（毎日新聞社、2014年）
- 『生きるということ』（毎日新聞社、2015年）
- 『闘う力 再発がんに克つ』（講談社、2016年）
- 『芸能の不思議な力』（毎日新聞出版、2018年）
- 『がんに生きる』（小学館、2018年11月）
- 『わが人生に悔いなし　時代の証言者として』（河出書房新社、2019年7月）
- 『作詩の技法』（河出書房新社、2020年10月）
- 『愛は魂の奇蹟的行為である』（毎日新聞出版、2021年4月）、遺著

### 翻訳
- ドーデ『哀愁のパリ・サッフォー』（角川文庫、1970年）
- ラディゲ『ラディゲ詩集』（彌生書房、1973年）

### その他
- 『月夜に飛んで人を斬る』（作画：ふくしま政美、芳文社、1979年）- 劇画原作
- 『さくら伝説―松坂慶子写真集』（フォーブリック、2002年） - 原作・監修
- 『人生の黄金律―なかにし礼と華やぐ人々』（2003-2004年、清流出版）- 対談集（全3巻）
- 『なかにし礼と12人の女優たち』（日本コロムビア、2015年）-12人の女優によるなかにし礼作詩曲の競演アルバム
- 『なかにし礼と75人の名歌手たち』（日本コロムビア、2015年）-作詩家・作家生活50周年記念アルバム。時代を追ってオリジナル歌手の歌唱で収録されたコンピレーションアルバム
- 『なかにし礼と13人の女優たち』（日本コロムビア、2016年）-女優たちによるなかにし礼作詩曲の競演アルバム、前作のヒットにより第2弾リリース。
- 『昭和レジェンド 美空ひばりと石原裕次郎』(テイチクエンタテインメント、2016年)-なかにし礼が手掛けた、美空ひばり・石原裕次郎のすべての音源を収録。

## 映画
- コント55号とミーコの絶体絶命（1971年、出演）
- 超能力だよ全員集合!!（1974年、出演）
- 時には娼婦のように（1978年、原案、脚本、出演）
- 動天（1991年、企画、原作）

## 関連文献
評伝
- 添田馨『異邦人の歌　なかにし礼の〈詩と真実〉』論創社、2021年8月5日。ISBN 978-4-8460-2060-6。